# Andrew Cole (rugby à XV)
Pour les articles homonymes, voir Andy Cole et Cole.
 Andrew John Cole, né le 1er octobre 1960 à Brisbane et mort le 9 juillet 2022, est un arbitre international australien de rugby à XV. 
Il est dentiste, diplômé de l'université du Queensland.

## Biographie
Andrew Cole a arbitré son premier match international le 28 juin 1997, à l'occasion d'un match opposant l'équipe des Samoa à celle des Tonga.
Il a notamment arbitré un match de la Coupe du monde 1999, trois matchs de la Coupe du monde 2003, deux matchs du Tri-Nations, cinq matchs du Tournoi des Cinq/Six Nations ainsi qu'un match de tournée des Lions britanniques et irlandais. Au total, Andrew Cole a arbitré 44 matchs de Super Rugby et 31 test matchs entre 1997 et 2005.
Il devient sélectionneur d'arbitres entre 2012 et 2015 puis entraîneur principal des arbitres de Rugby Australia de 2010 à 2017.
En décembre 2021, Cole reçoit le prix de l'arbitrage par World Rugby.
Il meurt le 9 juillet 2022 des suites d'un cancer,

## Palmarès
- 31 matchs internationaux.